# Narses (general de Justiniano)
Narses (479 — Roma, 574) foi, ao lado de Belisário, um dos grandes generais a serviço do imperador bizantino Justiniano (r. 527–565) durante a chamada "Reconquista" que ocorreu durante o seu reinado.

## Nome
Narses é a forma helenizada e latinizada do nome. Em armênio, ocorre como Nerses. A atestação mais antiga do nome ocorre nos Feitos do Divino Sapor, uma inscrição trilíngue do reinado do xainxá sassânida Sapor I (r. 240–270). Em parta é registrado como Narsēs e em pálavi como Narsē. O nome deriva do avéstico Nairyō saŋha-, que literalmente significa "o de muitos discursos", ou seja, o mensageiro divino.

## Vida
Narses era um armênio romanizado da nobre família Camsaracano, que afirmava descender da dinastia real dos arsácidas. Ele, que era eunuco, passou a maior parte de sua vida sem desempenhar cargo importante no palácio dos imperadores em Constantinopla. De acordo com o historiador André Agnelo, Narses estava presente quando Belisário capturou Roma em 536.
Ele tinha 74 anos em 552, quando o desconfiado Justiniano destituiu Belisário de sua campanha contra os ostrogodos na península Itálica e o substituiu por Narses. Apesar de sua idade, ele provou ser tão enérgico e habilidoso quanto seu predecessor, embora a história tem geralmente creditado a Belisário a maior habilidade. Ele lançou outra campanha contra os ostrogodos, derrotando finalmente seu formidável rei Tótila na Batalha de Tagina. Em 553 o exército no seu comando derrotou os remanescentes do exército ostrogodo na Batalha do Monte Lactário. Em 554 expulsou os francos e alamanos, que tinham vindo ajudar os ostrogodos, de volta sobre os Alpes. Mais tarde, os ostrogodos sobreviventes se renderam a ele e a península Itálica foi reintegrada ao Império Bizantino.
Narses permaneceu na Itália como prefeito (governador), mas sua administração foi impopular. Depois da morte de Justiniano, seu sobrinho Justino II (r. 565–578) o retirou do cargo e ordenou seu retorno a Constantinopla. Narses renunciou ao posto, mas recusou-se a deixar a Itália, e aposentou-se em uma vila próximo a Nápoles.
Os últimos anos de sua vida são envoltos em dúvidas. Muitas fontes daquele tempo dizem que Narses secretamente encorajou a invasão da Itália pelos lombardos em 568, como vingança contra Justino II, que o removeu do cargo. Ainda assim, Narses, com 90 anos, ofereceu seus serviços ao imperador novamente. Quando Narses morreu, mais de metade da Itália tinha caído nas mãos dos lombardos.